# Schefflera mannii
Schefflera mannii är en araliaväxtart som först beskrevs av Joseph Dalton Hooker, och fick sitt nu gällande namn av Hermann August Theodor Harms. Schefflera mannii ingår i släktet Schefflera och familjen araliaväxter. IUCN kategoriserar arten globalt som sårbar. Inga underarter finns listade.